# 京橋グランシャトービル
京橋グランシャトービル（きょうばしグランシャトービル）は、大阪市都島区にある総合レジャービルである。林商事株式会社（はやししょうじ）が運営している。
西洋の古城を模した奇抜な外観を持ち、外壁は黄色に塗られている。グランシャトーはフランス語で「大きな城」を意味し、公募によって名付けられた。
近畿地方で放送される個性的なCMによっても知られる。

## フロア構成
- 5階 - サウナグランシャトー（サウナ） - 男性客専用。
- 4階 - カラオケシャトー うたっちゃえ（カラオケボックス）、手もみシャトー（リラクゼーション店）
- 1階・2階 - ゲームポイント シャトーEX（ゲームセンター） - しばしば新作ゲームのロケーションテストが行われる。
- 1階 - パチンコグランシャトー（パチンコ店）
- 地下1階 - シャトー会館（パチンコ店）

### かつて存在した店舗
- 6階 - 華城（シャトー）飯店（中華料理店）- 2013年1月31日閉店[3][4]。
- 3階 - ナイトクラブ香蘭（キャバレー） - 2015年2月28日閉店[5][6]。閉店時点では希少な1970年代スタイルのキャバレーであった[2]。
- 2階 - 麻雀IROHA 京橋本店（雀荘）[7]

## 歴史
林商事は、台湾出身の実業家である林宗恩（はやし むねお）が創業した。林は雑貨の販売で財を成し、当ビル建設前より、「東都観光」の商号で京橋駅前などで喫茶店などの経営を行っていた。
ビルの設計は当時大阪市に本社を置いた設計会社・創美設計によって手掛けられ、かつての京阪電気鉄道京橋駅の跡地に建設された。1971年にオープン。
林商事は本ビルのほか、パチンコ店「服部会館」（大阪府豊中市）、フレンチレストラン「ドゥアッシュ」（大阪市中央区東心斎橋）などを運営している。また、かつて兵庫県西宮市で旅館「桂山荘 蓬莱の郷」を運営していた。

## CM

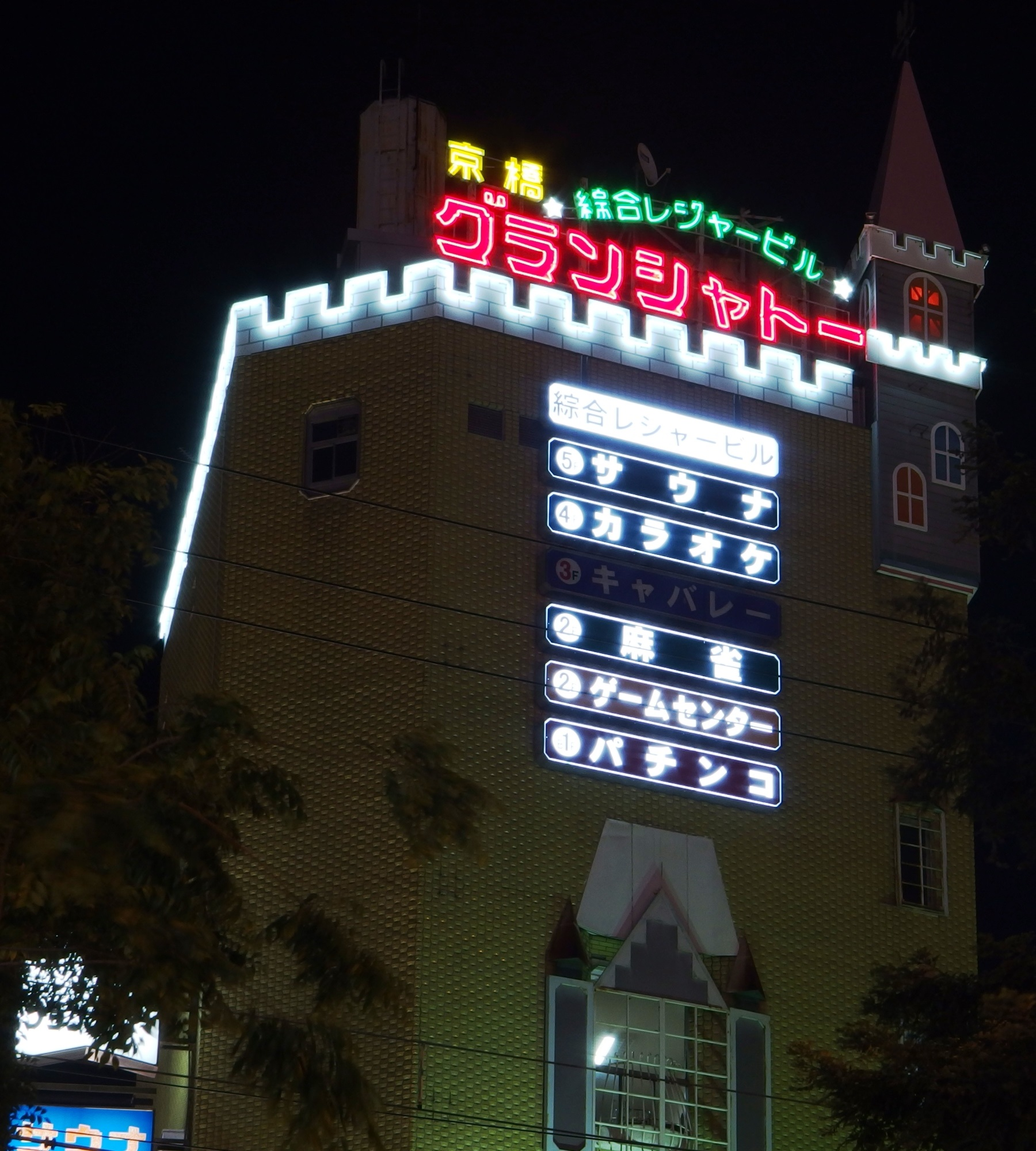
ネオンサイン点灯の様子（2015年4月）

### テレビCM
当ビル開店年の1971年より、近畿地方の放送局向けにテレビCMが出稿された。「♪京橋は」の歌い出しで始まるCMソングは、全国ネットのお笑い番組『オレたちひょうきん族』で明石家さんまらがネタにしたため、全国的に著名になった。CMソングは本ビル前の路上でもエンドレスで流されている。
CMソングの作曲者は「不詳」とされる。かつてキダ・タローとする通説が信じられたが、キダ本人は明確に認めていない。当時の「キャバレー香蘭」専属バンドのバンドマスターが作曲したとする説もあるとされる。
出稿当初のCMには東映の大部屋俳優・牧野二郎が出演し、当時のCMソングも牧野が歌っていた。このバージョンはその後20年ほどにわたって放映され続け、放映末期には街の雰囲気や人々の服装などが時代遅れに感じられるものになった。雑誌『広告批評』111号の対談記事は、1980年代当時の関西ローカルCMの特徴として「一回作ったら十年は使う」ことを挙げ、その典型例として本CMを紹介している。のち、ビデオテープによる新録のCMが複数制作された。
1990年代以降、林社長の知人であったローカルタレントのリリアンが本ビルのイメージキャラクターとして、CMに出演するようになった。リリアンが被り物などの扮装をして出演する以下の新バージョンが矢継ぎ早に制作された。
- 浦島太郎編[14] - 15秒バージョンは30秒バージョンを単に倍速で早送りしただけというチープさで、類例を見ない。
- シマウマ編（サウナ）
- インド人 → 中国人編（シャトー飯店）
- 花魁篇（シャトー飯店）
- ちんどん屋編
など。

また、シャトー飯店の宴会シーズン用CMとして、上記各バージョンを編集したものが放映された。リリアンは、後述の通りラジオCMにも出演した。
上記バージョンの放送と並行して、リリアンと梨田昌孝（放送開始当時は野球解説者、のち放送期間中にプロ野球監督）が共演するCMも3編制作された。
これらのCMはスポットCMのほか、下記の提供番組のタイムCMとしても放送されている。

#### 提供テレビ番組
兵庫県を放送地域とする独立放送局・サンテレビでは、京橋グランシャトービル（のち「京橋グランシャトーグループ」名義）提供の『お天気のお知らせ』が放映されている。2020年時点では日曜未明（番組表上の土曜深夜）0時25分に放映されている。グランシャトービルの外観や内観の映像を背景に、天気情報のテロップが重ねられる。番組枠内で、本ビルのタイムCMが数本流れる。
- 1988年までは、開業間もない1971年頃のフィルム映像に、手書きテロップが重ねられていた。
- 1989年にビデオ（4:3比）で撮影し直され、2013年3月まで流れていた。
- 2013年以降、画面比が16:9のビデオで撮影し直された。

また、サンテレビにおいては競馬中継番組「うまDOKI」（京都放送制作、土曜日15時～）のローカルスポンサーであり、長年に渡り京都放送よりネット受けしている週末の競馬中継番組のスポンサーとなっている。

### ラジオCM
- 過去[いつ?]にラジオ関西で毎日1回（21時50分台のローカルニュース時に）、「キャバレー香蘭」のラジオCMが放送されていた。「チャームホステス募集中」のフレーズが入れられた。
  - ラジオ大阪、MBSラジオでも平日昼間に上記とは違うパターンのラジオCMを放送した。
- MBSラジオ、ラジオ関西ではリリアンの没後[注 2]も彼が出演したラジオCMが流れている。
- また、「ドゥアッシュ」のラジオCMも放送されている。

## グランシャトービルを題材とする作品
小説
- 高殿円『グランドシャトー』（2019年 文藝春秋）

映画
- 恋極道（1997年 東映） - 奥田瑛二演じる主人公が上記CMソングを口ずさむ場面がある。